# Fuerzas Guerrilleras Internacionales y Revolucionarias del Pueblo
Las Fuerzas Guerrilleras Internacionales y Revolucionarias del Pueblo (International Revolutionary People's Guerrilla Forces, o IRPGF por sus siglas en inglés) fue una guerrilla anarquista autogestionada y horizontal conformada por combatientes de todas partes del mundo, actualmente se encuentra expatriada en Siria, participando en la guerra civil de ese país.
La guerrilla anunció su formación el 31 de marzo de 2017 en un comunicado en video desde sus redes sociales. Son parte de la Brigada Internacional de Liberación desde el 9 de mayo del mismo año, así lo comunicó la misma brigada.

## Formación
Las IRPGF fueron creadas el 31 de marzo de 2017 con el objetivo de defender la Revolución de Rojava y colaborar con las milicias kurdas contra el Estado Islámico. También tienen la intención de difundir las ideas anarquistas en la región siria de Rojava y, según ellos, defender las 
«revoluciones sociales y luchas sociales» a surgir de todos partes del mundo.
El anuncio fue difundido en video por las IRPGF en las redes sociales junto a un comunicado escrito en el que especificaban sus objetivos. En el video se puede observar varios combatientes de la surgida guerrilla, con sus rostros cubiertos, portando fusiles AK-47, lanzacohetes RPG-7, ametralladoras PKM y explosivos. En el mismo un combatiente lee un comunicado, en el que se puede apreciar el acento de dicho combatiente el cual indicaría que se trata de un voluntario de origen británico, detrás de él se encuentran banderas del IFB. una bandera negra con la A circulada, una bandera de Acción Antifascista y una bandera anarcosindicalista o anarcocomunista.

## Afiliación
Las IRPGF están integradas en la Brigada Internacional de Liberación desde el 17 de mayo de 2017, y son la tercera unidad anarquista de la brigada luego de Sosyal Isyan y la unidad griega Unión Revolucionaria por la Solidaridad Internacionalista, hermana a las IRPGF.
Participan frecuentemente en las actividades de campaña de la brigada en las redes sociales.
El 29 de mayo la guerrilla lanza un comunicado en homenaje al comandante las Fuerzas Unidas de Liberación Mehmet Kurnaz (Ulaş Bayraktaroglu) caído en combate en el Frente de Raqqa mientras combatía al Estado Islámico. Lo definen como un verdadero y gran amigo de las IRPGF.
El 31, del mismo mes, las IRPGF envían, a la Ciudad de Derek (Cantón de Cizîrê), representantes y oradores en la ceremonia funeraria de despedida a cuatro mártires de la Brigada Internacional de Liberación y las Unidades de Protección Popular caídos en el mes de abril y mayo, Mehmet Kurnaz (Ulaş Bayraktaroglu) comandante de las Fuerzas Unidas de Liberación, Muzaffer Kandemir (Dogan Kerîfî) combatiente de las Fuerzas Unidas de Liberación, Elî Mihemed Mizil (Şêr Zagros) y Nimet Tûrûg (Baran Cudi) de las Unidades de Protección Popular.

## Ideología
La guerrilla tiene como ideología el anarquismo. Entre sus objetivos está defender la Revolución de Rojava contra el Estado Islámico, los diferentes grupos yihadistas del Ejército Libre Sirio apoyados por Turquía y Arabia Saudí, y la invasión turca en Siria.
Sus combatientes afirman que sus objetivos no solo se detienen en Rojava, sino que tienen intenciones de ayudar en las luchas y revoluciones sociales de todo el mundo. También adhieren a la horizontalidad y «la lucha contra todo tipo de opresión» como el sexismo, el racismo y el clasismo defendiendo la abolición del Estado, el capitalismo y el patriarcado.

## Activismo
Las IRPGF han difundido varios comunicados en solidaridad con diferentes causas sociales como el pedido de liberación de cinco activistas feministas detenidas en China por manifestarse en contra del acoso sexual. También expresaron su apoyo y solidaridad con los obreros en Brasil tras la convocatoria de huelga general para el 28 de abril de 2017, así como también enviaron su solidaridad con los anarquistas de Atenas y los manifestantes anarquistas presos por el gobierno bielorruso tras las protestas contra Lukashenko ocurridas en abril del mismo año.
El 5 de junio de 2017 difundieron un comunicado en solidaridad con dos anarquistas catalanes acusados por la justicia alemana de asaltar una sucursal del banco Pax-Bank, en la localidad de Aquisgrán (Colonia), el año 2014. En el comunicado, las IRPGF defienden la inmediata puesta en libertad de los dos imputados.
El 28 de junio volvieron a lanzar un comunicado de solidaridad internacionalista, esta vez en apoyo a Ni una menos y el movimiento feminista en Latinoamérica contra de los femicidios. Ese mismo día el grupo lanza comunicado en vídeo de un combatiente español explicando la situación actual en Rojava y la represión del movimiento anarquista y feminista en España.

## Ejército de Insurrección y Liberación Queer
El 24 de julio de 2017 las IRPGF anuncian desde la ciudad de Al Raqa la formación del Ejército de Insurrección y Liberación Queer (TQILA por sus siglas en inglés de The Queer Insurrection and Liberation Army) junto a un comunicado en el que explicaban los propósitos de su formación en la que se destaca la respuesta a la persecución sistemática de homosexuales por parte del Daesh como una de las motivaciones principales del grupo.
La imagen testimonial de su formación, en la que combatientes posaban junto a un cartel con el lema «These faggots kill fascists» (Estos maricas matan fascistas) y dos banderas —una perteneciente al reciente grupo y una bandera LGBT—, fue rápidamente viralizada por varios medios de comunicación occidentales que, sorprendidos por la brigada contra de Daesh, se hicieron eco del suceso generando gran repercusión.
La reciente unidad, al igual que el resto de las IRPGF, es miembro de la Brigada Internacional de Liberación, en una de las fotos testimoniales posa el comandante Heval Mahir de la Brigada Internacional, y a su vez de la guerrilla marxista-leninista-maoísta TKP/ML TİKKO, sosteniendo la bandera LGBT. Pese a pertenecer a la Brigada Internacional varios medios informaron erróneamente que el TQILA podría tratarse de un batallón oficial de las Fuerzas Democráticas Sirias, lo cual causó confusión. Tras la repercusión de esa información equívoca Mustafa Bali, director de prensa de las FDS, desmintió tales afirmaciones alegando que no hay ninguna brigada LGBT dentro en dicha coalición, sin embargo no niega la existencia de la misma la cual, efectivamente, pertenece a la Brigada Internacional de Liberación.

## Disolución
El último comunicado de las IRPGF se emitió el 24 de septiembre de 2018, en el que anunciaban su disolución como grupo armado, pero que sin embargo los miembros seguirían en Rojava defendiendo la revolución y las luchas sociales. También hacen un llamado a superar la narrativa de las IRPGF y a construir movimientos militantes propios que se adecúen a los contextos políticos, sociales, culturales, e inclusive religiosos, así como a no desistir en las luchas contra la jerarquía en todas sus formas, así como a mantener la praxis y a organizarse de manera revolucionaria, anunciando que una nueva era de resistencia ha llegado.

## Enlaces relacionados
- Wikimedia Commons alberga una categoría multimedia sobre Fuerzas Guerrilleras Internacionales y Revolucionarias del Pueblo.
- Ruptura Colectiva Nace la guerrilla anarquista “IRPGF” en Rojava para luchar por la revolución en Kurdistán y el mundo.
- IRPGF en Twitter Cuenta oficial de Twitter de las IRPGF
- Facciones SDF Archivado el 26 de mayo de 2017 en Wayback Machine. Informe Investigación de Bellingcat sobre las facciones en la guerra civil siria, incluyendo a la Brigada Internacional de Liberación y mencionando a las IRPGF.

- Datos: Q30124114
- Multimedia: International Revolutionary People's Guerrilla Forces / Q30124114